# Papuaea
Papuaea  (лат.) — монотипный род однодольных растений семейства Орхидные (Orchidaceae), включающий вид Papuaea reticulata Schltr.. Выделен немецким ботаником Рудольфом Шлехтером в 1919 году.

## Распространение, описание
Единственный вид часто считается эндемиком Папуа — Новой Гвинеи, однако в дальнейшем была документирована субпопуляция из Западного Папуа (Индонезия). Типовой экземпляр собран в южной части Папуа — Новой Гвинеи.
Вечнозелёные наземные травянистые растения. Листья тёмно-зелёные, с жилкованием белого или жёлтого цвета.